# در جاده بزرگ
در جاده بزرگ (در شاهراه) نام یکی از نمایش نامه‌های آنتوان چخوف است.

## خلاصه نمایش‌نامه
او در این نمایش‌نامه از کسانی نوشته که بی‌خانمان هستند و در یک کاروانسرا شب را به‌سر می‌کنند. موضوع نمایش دربارهٔ زندگی یک مرد ثروتمند به اسم بورتسوف است که به دلیل ضعف اراده و اشتباهاتی که در گذشته مرتکب شده ثروتش را از دست داده و تبدیل به مردی الکلی و فقیر شده‌است.
چخوف که خود در دوران کودکی فقر را تجربه کرد در این نمایش نامه همانند دیگر آثارش به زندگی فقیرانه آدمها توجه دارد و سعی در به تصویر کشیدن ذهنیات فقیران دارد.